# Ożarów-Parcele
Ożarów-Parcele – niestandaryzowana część miasta Ożarów Mazowiecki. Miejscowość powstała w wyniku rozparcelowania wsi Ożarów w 1929 roku.
Zasięgowi Ożarowa-Parceli odpowiadają w przybliżeniu obręby ewidencyjne 02, 03, 04, 05, 06 i 10.

## Historia
Miejscowość Ożarów-Parcele powstała w wyniku powstała w 1929 roku w wyniku rozparcelowania wsi Ożarów, należącej od 1867 do gminy Ożarów w powiecie warszawskim. Wyrosła wtedy sieć osiedli wzdłuż historycznego traktu zachodniego, w tym Mickiewicza, Franciszków, Zientarówka i Balcerówka. 20 października 1933  gromadę Ożarów w granicach gminy Ożarów. Podczas II wojny światowej w Generalnym Gubernatorstwie, w powiecie Warschau w dystrykcie warszawskim.
Po wojnie dokonano podziału Ożarowa: 
- zachodnia, zurbanizowana część wsi Ożarów z Franciszkowem utworzyła odrębną gromadę o nazwie Ożarów-Franciszków,
- niezurbanizowana, wschodnia część wsi Ożarów stanowiła nadal odrębną gromadę o nazwie Ożarów, także nazywaną Ożarowem-Wsią),
- parcele na północ i na południe od wsi Ożarów (obecne obręby ewidencyjne 2, 3, 4, 5, 6 i 10) utworzyły odrębną gromadę o nazwie Ożarów-Parcele.

1 lipca 1952 wszystkie te trzy gromady (należące do gminy Ożarów) włączono do nowo utworzonego powiatu pruszkowskiego w województwie warszawskim.
W związku z reformą administracyjną państwa jesienią 1954 zniesiono gminy, w tym gminę Ożarów. Dotychczasowe gromady Ożarów-Franciszków i Ożarów-Parcele (a także enklawa dotychczasowej gromady Ożarów) utworzyły nową gromadę Ożarów Franciszków w powiecie pruszkowskim (wiejski Ożarów wszedł w skład odrębnej gromady Ożarów).
1 stycznia 1957 gromadę Ożarów-Franciszków zniesiono w związku z nadaniem jej statusu osiedla, przez co Ożarów-Parcele stały się formalnie jednym organizmem osadniczym. 1 stycznia 1967 osiedle Ożarów-Franciszków otrzymało status miasta z równoczesną zmianą nazwy na Ożarów Mazowiecki, przez co Ożarów-Parcele stał się obszarem miejskim.